# Чистая правда
«Чистая правда» (англ. All Is True) — художественный фильм режиссёра Кеннета Браны. Оригинальное название фильма отсылает к альтернативному названию пьесы Уильяма Шекспира «Генрих VIII».

## Сюжет
В 1613 году, после пожара, уничтожившего театр «Глобус» во время спектакля по пьесе «Генрих VIII», Уильям Шекспир, возвращается домой в Стратфорд чтобы воссоединиться со своей женой Энн Хатауэй. У них довольно прохладные отношения, поскольку большую часть времени он провёл вдали от неё, работая в Лондоне, а она — приземлённая деревенская женщина, которая так и не научилась писать. Их брак так и не оправился после смерти 11-летнего сына Хемнета во время вспышки чумы в Стратфорде, в то время как его отец был в Лондоне. Хотя у них также есть две дочери, Хемнет был любимым ребёнком Шекспира, особенно из-за стихов, которые он написал. Шекспир теперь посвящает своё время уходу за садом. Несмотря на упорный труд, он не добился успехов.
Старшая дочь Шекспира, Сюзанна замужем за доктором Джоном Холлом, известным пуританином. Сюзанне приходится подавлять свою независимость и собственную личность, чтобы жить в соответствии с моральными принципами мужа. Её обвиняют в прелюбодеянии, и ей грозит публичный суд. Шекспир запугивает её обвинителя, заявляя, что он знает африканского актёра, который когда-то был влюблён в Сюзанну и который убьёт любого, кто испортит её доброе имя. Обвинение снято, и Сюзанна оправдана. Энн впечатлена действиями мужа, особенно потому, что знает, что он лгал: африканский актёр был мягким человеком, который никогда никому не навредил.
Младшая дочь Шекспира, Джудит (близнец Хемнета) откровенно сомневается в роли женщин в якобинской Англии. Ей не разрешили получить образование, а возможности в жизни ограничены, так как ожидается, что она выйдет замуж и родит детей. Она отказалась выйти замуж и злится на своего отца за то, что он не любит её так же сильно, как её умершего брата. Однажды ночью во время ссоры Джудит признаётся Шекспиру, что стихи написала она, а не её брат. Они были написаны почерком Хемнета, потому что Джудит не умеет читать и писать, и продиктовала их ему. Энн соглашается, что Хемнет не был особенно умён; они скрывали это от Шекспира, чтобы тот смог сохранить свои тёплые воспоминания.

## В ролях
- Кеннет Брана — Уильям Шекспир
- Джуди Денч — Энн Хатауэй
- Иэн Маккеллен — граф Саутгемптон
- Лидия Уилсон — Сюзанна Шекспир
- Кэтрин Уайлдер — Джудит Шекспир
- Джимми Юилл — Эдвард Вулмер
- Джерард Хоран — Бен Джонсон
- Хэдли Фрейзер — Джон Холл
- Алекс Маккуин — сэр Томас Люси
- Нонсо Анози — актёр, играющий Аарона
- Джон Даглиш — Рэйф Смит

## Производство и релиз
О проекте стало известно 30 октября 2018 года, когда было объявлено, что Sony Pictures Classics станет дистрибьютером нового фильма Кеннета Браны.
Местом съёмок фильма послужил особняк эпохи Тюдоров Дорни Корт, в Бакингемшире, внесённый в список I степени Британского реестра объектов культурного наследия.
Фильм вышел в ограниченный прокат в США в Санта-Монике с 21 по 27 декабря 2018 года, чтобы претендовать на получение Оскара. Фильм был показан на открытии кинофестиваля в Палм-Спрингс 4 января 2019 года. Вышел в прокат в Великобритании 8 февраля 2019 года.

## Восприятие
В мировом прокате фильму удалось собрать около 3 миллионов долларов.
На сайте Rotten Tomatoes фильм имеет рейтинг 72 %, основанный на 137 отзывах, со средней оценкой 6,54 / 10. Консенсус критиков гласит: «У фильма впечатляющий актёрский состав и красивая операторская работа. Это элегический взгляд на последние дни Шекспира». На Metacritic фильм имеет средневзвешенную оценку 59 из 100, основанную на 32 отзывах, что указывает на «смешанные или средние отзывы».